# Satu Mare (Crucea), Suceava
Satu Mare este un sat în comuna Crucea din județul Suceava, Moldova, România.
 Acest articol despre o localitate din județul Suceava este deocamdată un ciot. Puteți ajuta Wikipedia prin completarea lui.